# 아이마크인
아이마크인(페르시아어: ایماق)은 이란의 호라산 지방에서 아프가니스탄 헤라트에 걸쳐 거주하며 수니파 이슬람교를 믿고 페르시아어를 구사하는 유목 및 반(半)유목 부족들을 통틀어 가리킨다.
잠쉬디족, 아이마크 하자라족, 피로즈코히족, 타이마니족 이렇게 4개 부족을 통틀어 "차하르 아이마크"(4대 아이마크)라 하였고, 간혹 테이무리족까지 아이마크에 포함한다. 일반적으로 페르시아어의 아이마크 방언을 쓰지만 파슈토어나 다리어를 쓰는 집단도 있다.
"아이마크"는 튀르크어나 몽골어에서 부족을 가리키는 "오이마크"에서 나온 이름이다. 일각에서는 이들이 징기스칸의 후손에서 파생되었다고 주장한다. 그러나 피로즈코히족이나 타이마니족은 파슈툰인 부족에서 유래한 것으로 보인다.

## 같이 보기
- 하자라인